# Alba Adriatica
Alba Adriatica és una ciutat i comune amb 12.705 residents (2019) de la província de Teramo, dins de la regió central oriental d'Abruços a Itàlia.
És conegut com una de les "set germanes" del septentrional d'Abruços de la costa, i.e. les set ciutats costaneres en la província de Teramo, les altres sis sis són (des de cap al nord a cap al sud) Martinsicuro, Tortoreto, Giulianova, Roseto degli Abruzzi, Silvi Marina i Pineto.
És també anomenada Spiaggia d'argento (Platja de Plata) a causa del nivell de qualitat alt de la seva platja, el qual va guanyar la Bandera Blava Europea els anys 2000 a 2013.
La comune d'Alba Adriatica va ser creada al 1956 com una escissió de la comune de Tortoreto.

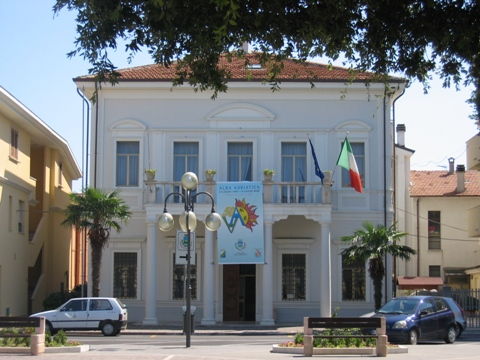
L'ajuntament.

## Demografia
| Gràfica d'evolució de Alba Adriatica entre 1861 i 2011 |
|                                                        |
| Font ISTAT - elaboració gràfica a la Viquipèdia        |

| 1991  | 1992  | 1993  | 1994  | 1995  | 1996  | 1997  | 1998  | 1999  | 2000   | 2001   | 2002   | 2003   | 2004   | 2005   | 2006   | 2007   | 2008   | 2009   | 2010   | 2011   | 2012   | 2013   | 2014   | 2015   | 2016   | 2017   | 2018   | 2019   | 1r gener 2023 |
| 9.365 | 9.387 | 9.528 | 9.540 | 9.608 | 9.672 | 9.766 | 9.814 | 9.933 | 10.063 | 10.389 | 10.362 | 10.408 | 10.521 | 10.760 | 10.936 | 11.074 | 11.251 | 11.542 | 11.704 | 11.565 | 11.570 | 11.680 | 12.270 | 12.377 | 12.353 | 12.430 | 12.462 | 12.705 | 12.760        |

## Persones
- Aldo Zilli, xef
- Ivan Palazzese, genet de carretera de la motocicleta
- Eugenio Calvarese, futbolista